# Casa-Museu de Leal da Câmara
A Casa-Museu de Leal da Câmara é um espaço situado no lugar da Rinchoa, em Rio de Mouro, que contém o espólio artístico de Tomás Leal da Câmara. O espaço museológico está instalado naquela que foi a sua moradia desde 1930 até à sua morte em 1948, tendo sido doada à Câmara Municipal de Sintra em 1965. O seu acervo compõe-se por objetos de caricatura, pintura, desenho, mobiliário, têxteis, cerâmica e ainda pelo arquivo fotográfico de correspondência e de outra documentação.